# Elise Pfister

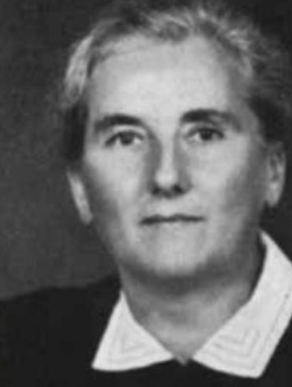
Elise Pfister

Elise Pfister (* 22. September 1886 in Horgen; † 6. Februar 1944 in Zürich; heimatberechtigt in Wädenswil) war eine Schweizer Lehrerin, evangelische Theologin und reformierte Pfarrerin aus dem Kanton Zürich. Mit Rosa Gutknecht wurde sie im Jahr 1918 in Zürich als erste Frau in der Schweiz ordiniert.

## Leben
Elise Pfister war eine Tochter von Hans Jacob Pfister, Landwirt, und Albertine Sigg. Von 1902 bis 1906 besuchte sie das Lehrerinnenseminar. Ab 1906 bis 1914 arbeitete sie als Primarlehrerin in Kappel am Albis und Dübendorf. Von 1914 bis 1918 absolvierte sie ein Theologiestudium in Zürich.
Gutknecht und Pfister wurden im Jahr 1918 in Zürich als erste Frauen in der Schweiz ordiniert. Sie war von 1919 bis 1944 Pfarrhelferin in Zürich-Neumünster. Am 2. Oktober 1921 hielt sie eine Festpredigt beim 2. Schweizerischen Kongresses für Fraueninteressen. Das Bundesgericht verweigerte im Jahr 1921 seine Zustimmung zum Beschluss der Zürcher Kirchensynode, der die Zulassung von Frauen zum vollen Pfarramt vorsah. Dadurch war eine Wahl als Pfarrerin nicht möglich. Pfisters Pflichtenheft war jedoch, abgesehen vom eigenen Seelsorgebezirk, dasselbe wie das ihrer Kollegen.